# Il grande bullo
Il grande bullo o Il grande... bullo (Big Bully) è un film del 1996 diretto da Steve Miner.

## Trama
David Leary è un romanziere di successo. Chiamato a tenere alcune lezioni presso la scuola che frequentava da ragazzo si ritrova davanti al suo nemico di un tempo: il terribile Roscoe, detto "Zanna", Bigger che si divertiva a maltrattarlo. Roscoe ora è un tranquillo insegnante, ma rivedere il suo vecchio bersaglio preferito gli fa riaffiorare l'antica passione e riprende così ad architettare scherzi e cattiverie per rovinare l'esistenza a David. I due cominciano a comportarsi come ragazzini immaturi senza vergogna.